# Schmelzle+Partner
Schmelzle+Partner mbB Architekten BDA ist ein international tätiges deutsches Architekturbüro. Das Büro wird von Siegfried Schmelzle und fünf weiteren Partnern geführt. Das Büro im Ortsteil Hallwangen der Kleinstadt Dornstetten beschäftigt rund 60 Mitarbeiter. Der Schwerpunkt des Büros liegt in den Bereichen Industriebau, Gewerbebau und Verwaltungsbau.

## Geschichte
Gegründet wurde das Büro 1973 von Christian Schmelzle in Hallwangen. 1983 stieg Siegfried Schmelzle in das Architekturbüro seines Vaters ein. 1985 gründeten Vater und Sohn dann das Architekturbüro C+S Schmelzle. 1995 gründete Siegfried Schmelzle gemeinsam mit den vorher als freie Mitarbeiter beschäftigten Architekten Anke Lohmiller und Claus Matt Schmelzle+Partner Architekten. 2007 nimmt das Büro Michael Frey als Partner auf, 2012 verlässt Anke Lohmiller die Gemeinschaft. 2013 wird Peter Gärtner als Partner aufgenommen. Für den IT Campus der Vector Informatik GmbH Stuttgart, das bis dato „beste Gebäude nach DGNB weltweit“, wurde das Büro 2017 mit dem DGNB Diamanten für herausragende gestalterische und baukulturelle Qualität ausgezeichnet. 2023 trat Christian Schmelzle als Partner in das Büro ein, und 2024 wurde Sascha Matt als weiterer Partner aufgenommen.
Das Unternehmen wurde von der Architektenkammer Baden-Württemberg mehrfach für „Beispielhaftes Bauen“ ausgezeichnet.

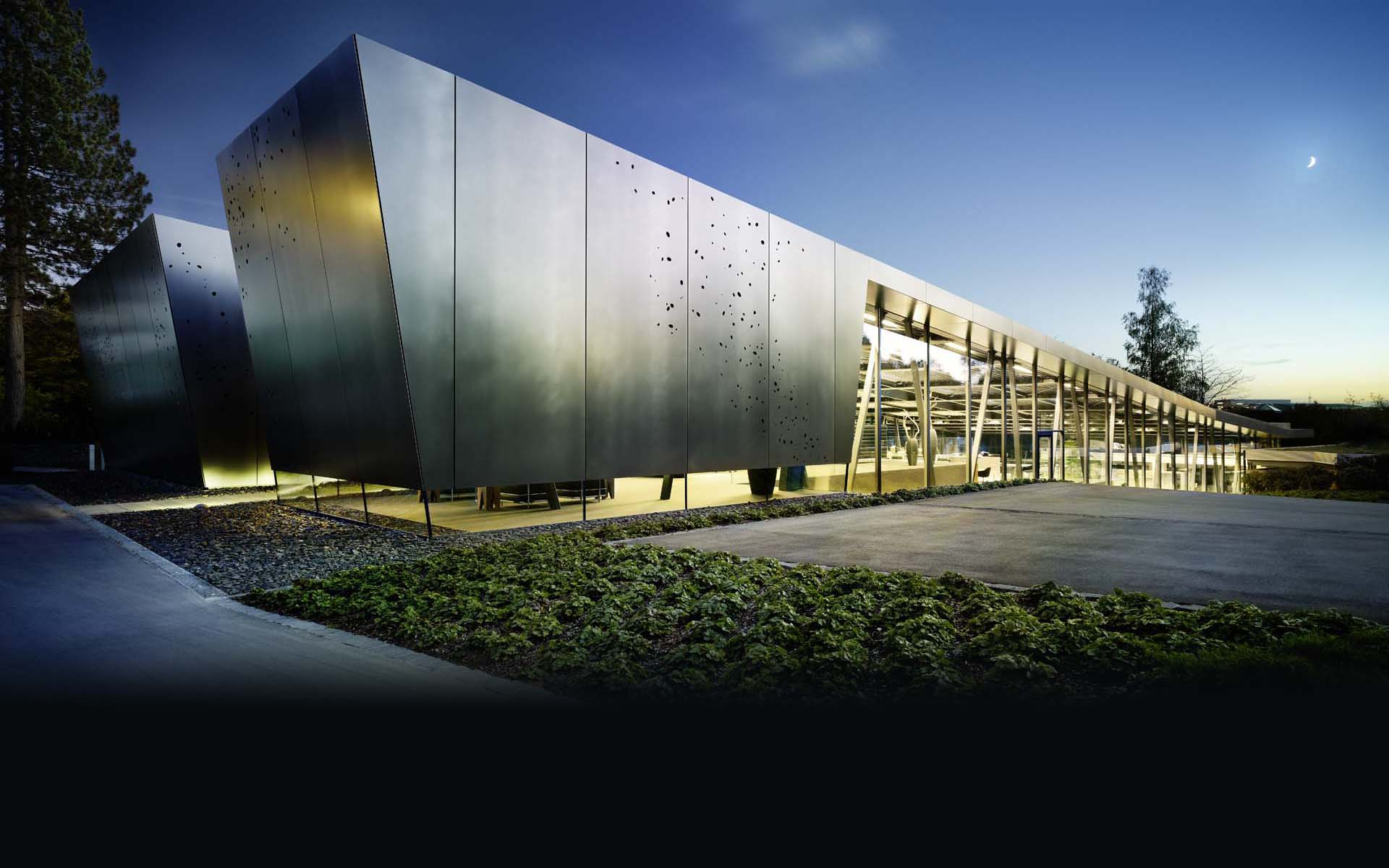
Schmelzle+Partner in Hallwangen

## Auszeichnungen
Architektenkammer Baden-Württemberg: „beispielhaftes Bauen“
Architektenkammer Baden-Württemberg: „beispielhaftes Bauen“
- 1996: Leuco, Neubau Produktion
- 2003: Ceratizit, Neubau Produktion[5]
- 2007: Lupold, Neubau Firmenzentrale[6]
- 2010: Ensinger, Neubau Lagerhalle;[7] Gauß, Neubau Verwaltung;[8] ISE, Neubau Neubau Firmenzentrale;[9] Gemeinde Schopfloch, Neubau Mehrzweckhalle[10]
- 2016: Büroerweiterung Schmelzle+Partner;[11] GEMÜ, Produktions- und Logistikzentrum Europa[12]
- 2019: Vector Informatik, IT Campus, Neubau Verwaltung, Stuttgart[13]
- 2020: Institut Dr. Foerster, Neubau Betriebsrestaurant mit Frischküche[14]
- 2022: Mäder Office, Neubau Ausstellung, Logistik und Verwaltung[15]

Weitere Auszeichnungen
- 2017: „DGNB Diamant“[16] und „DGNB Platin“[17] Deutsche Gesellschaft für Nachhaltiges Bauen e.V. – Vector Informatik, IT Campus
- 2023: "Best Workspaces"[18] Auszeichnung, GE Additive Lichtenfels Campus, Concept Laser, Neubau Verwaltung, Produktion und Logistik
- 2023: "Iconic Awards"[19] Auszeichnung, Winner für GE Additive Lichtenfels Campus, in der Kategorie 'Corporate Architecture'
- 2023: "German Design Award"[20] Auszeichnung, Winner für GE Additive Lichtenfels Campus, in der Kategorie 'Excellent Architecture'

## Publikationen
- 2017: Inside modern Workspaces, ISBN 978-3-946154-10-5.
- 2017: 100 Working SPACES, ISBN 978-3-903228-30-6.
- 2021: G:sichtet 7 – In Hülle und Fülle, ISBN 978-3-948161-13-2.
- 2021: working environments. spaces of productivity. Edition 1:100, ISBN 978-3-946154-53-2.
- 2023: Best Workspaces, ISBN 978-3-7667-2612-4.
- 2023: Jahrbuch der Architektur 23/24, ISBN 978-3-946154-74-7.